# Rödstjärtad sottyrann
Rödstjärtad sottyrann (Knipolegus poecilurus) är en fågel i familjen tyranner inom ordningen tättingar.

## Utseende
Rödstjärtad sottyrann är en medelstor gråbrun tyrann med tydligt rött öga. Vidare har den ljusbrun buk och gulbruna eller gråaktiga vingband. Könen är lika.

## Utbredning och systematik
Rödstjärtad sottyrann delas in i fem underarter:
- Knipolegus poecilurus poecilurus – förekommer i Anderna i Colombia och västra Venezuela
- Knipolegus poecilurus venezuelanus – förekommer i bergskedjor längs kusten i Venezuela (Caracas (Distrito Federal))
- Knipolegus poecilurus paraquensis – förekommer i subtropiska södra Venezuela (Paraque i Amazonas)
- Knipolegus poecilurus salvini – förekommer i tepuier i södra Venezuela, Guyana och nordligaste Brasilien
- Knipolegus poecilurus peruanus – förekommer i Anderna i sydöstra Ecuador, östra Peru och norra Bolivia

## Levnadssätt
Rödstjärtad sottyrann hittas i kanter av bergsskogar på mellan 900 och 2200 meters höjd. Den ses ofta sitta väl synligt.

## Status
Arten har ett stort utbredningsområde och beståndet anses stabilt. Internationella naturvårdsunionen IUCN listar den därför som livskraftig (LC).